# (3110) Wagman
(3110) Wagman (1975 SC) – planetoida z grupy pasa głównego asteroid okrążająca Słońce w ciągu 4,11 lat w średniej odległości 2,56 j.a. Odkryta 28 września 1975 roku.